# Nishada testaceoflava
Nishada testaceoflava är en fjärilsart som beskrevs av Rothschild 1912. Nishada testaceoflava ingår i släktet Nishada och familjen björnspinnare. Inga underarter finns listade i Catalogue of Life.